# Église Saint-Jean-Baptiste de Thusy
L'église Saint-Jean-Baptiste de Thusy est une église catholique française, située dans le département de la Haute-Savoie, dans la commune de Thusy. L'église est dédiée à Jean le Baptiste. 

## Historique
La paroisse est réunie à l'abbaye d’Abondance durant le Moyen Âge.
En 1754, le clocher-porche et une tour sont construits. Cette dernière est due à l'architecte Pierre Cheneval.
L'église actuelle fut reconstruite, à nef unique de style néoclassique sarde. L'édifice est consacré le 18 mai 1825 par l'évêque d'Annecy, Mgr de Thiollaz.

## Sources et références
1. ↑  Raymond Oursel, Art en Savoie, Arthaud, 375 pages, 1975, p.195.